# Тимелійка
Тиме́лійка (Ptilocichla) — рід горобцеподібних птахів родини Pellorneidae. Представники цього роду мешкають на Філіппінах та на Калімантані.

## Види
Виділяють три види:
- Тимелійка смугаста (Ptilocichla mindanensis)
- Тимелійка борнейська (Ptilocichla leucogrammica)
- Тимелійка рудокрила (Ptilocichla falcata)

## Етимологія
Наукова назва роду Ptilocichla походить від сполучення слів дав.-гр. πτιλον — перо і κιχλη — дрізд.